# 阿伯拉文
阿伯拉文是威尔士尼思塔尔伯特港的一个镇，位于阿凡河河口。阿伯拉文海滩（Aberavon Beach）是英国的一个冲浪胜地，也是蓝旗海滩。1932年和1966年，威尔士的國家詩歌音樂藝術節在此举办。